# امپراتور شیان هان
امپراتور شیان هان (۲ آوریل ۱۸۱ الی ۲۱ آوریل ۲۳۴)، با نام شخصی لیو شی، و نام محترم بوهه، واپسین امپراتور دودمان هان شرقی بود.که از سال ۱۸۹ تا سال ۲۲۰ بر امپراتوری هان حاکم بود